# Суперкубок України з футболу 2021
Суперкубок України з футболу 2021 — 18-й розіграш Суперкубка України, який відбувся 22 вересня 2021 року у Києві на НСК «Олімпійський». У матчі зустрілися чемпіон України сезону 2020/21 і володар Кубка України 2020—2021 київське «Динамо» і срібний призер чемпіонату України 2020/21 донецький «Шахтар». Четвертий рік поспіль титул захищало «Динамо».

## Підготовка
3 червня 2021 року в Дніпрі на засіданні Виконавчого комітету Української асоціації футболу затвердили, що матч за Суперкубок України сезону 2021 року зіграють 24 липня 2021 року. Проте, 6 липня 2021 року було прийняте рішення про перенесення матчу на 22 вересня 2021 року.

### Попередні зустрічі
Перед початком цієї гри обидві команди зустрічалися в рамках Суперкубку України тринадцять разів, вперше — ще дебютному розіграші у 2004 році. До цього матчу в активі киян було вісім перемог, у донеччан — п'ять.

## Команди
| Клуб     | Кваліфікувався як                                        | Попередні участі (жирним виділено роки перемог)                                                    |
| -------- | -------------------------------------------------------- | -------------------------------------------------------------------------------------------------- |
| «Динамо» | Чемпіон України 2020/21 та володар Кубка України 2020/21 | 14 (2004, 2005, 2006, 2007, 2008, 2009, 2011, 2014, 2015, 2016, 2017, 2018, 2019, 2020)            |
| «Шахтар» | Віце-чемпіон України 2020/21                             | 16 (2004, 2005, 2006, 2007, 2008, 2010, 2011, 2012, 2013, 2014, 2015, 2016, 2017, 2018, 2019, 2020 |

## Матч
| 22 вересня 2021 21:00 EEST |

| Шахтар (Донецьк)           | 3–0      | Динамо (Київ) |
| -------------------------- | -------- | ------------- |
| Траоре 30', 54' Патрік 61' | Протокол |               |

| НСК «Олімпійський», Київ Глядачів: 27,553 Арбітр: Андрій Коваленко (Полтава) |

| Шахтар | Динамо |

| Шахтар (Донецьк)  |    |                  |          |     |
|                   |    |                  |          |     |
| ВР                | 30 | Андрій Пятов     |          |     |
| ЗХ                | 2  | Додо             |          |     |
| ЗХ                | 5  | Марлон           | 59'      |     |
| ЗХ                | 22 | Микола Матвієнко |          |     |
| ЗХ                | 31 | Ісмаїлі          |          | 67' |
| ПЗ                | 6  | Тарас Степаненко |          | 78' |
| ПЗ                | 27 | Майкон           |          |     |
| ПЗ                | 11 | Марлос           |          | 67' |
| ПЗ                | 21 | Алан Патрік      | 39' 61'  |     |
| ПЗ                | 38 | Педріньйо        | 88'      | 88' |
| НП                | 23 | Лассіна Траоре   | 30', 54' | 78' |
| Заміни            |    |                  |          |     |
| ВР                | 1  | Олексій Шевченко |          |     |
| ЗХ                | 3  | Вітао            |          |     |
| ЗХ                | 4  | Сергій Кривцов   | 77'      | 67' |
| ПЗ                | 8  | Маркос Антоніо   |          | 78' |
| ПЗ                | 14 | Тете             |          |     |
| ПЗ                | 19 | Манор Соломон    |          | 67' |
| ЗХ                | 26 | Юхим Конопля     |          | 88' |
| ЗХ                | 44 | Віктор Корнієнко |          |     |
| НП                | 45 | Данило Сікан     |          | 78' |
| Головний тренер   |    |                  |          |     |
| Роберто Де Дзербі |    |                  |          |     |

| Динамо (Київ)   |    |                        |       |     |
|                 |    |                        |       |     |
| ВР              | 71 | Денис Бойко            |       |     |
| ПЗ              | 5  | Сергій Сидорчук        |       | 67' |
| ПЗ              | 10 | Микола Шапаренко       | 63'   |     |
| ПЗ              | 14 | Карлос де Пена         |       | 70' |
| ПЗ              | 15 | Віктор Циганков        | 80'   |     |
| ЗХ              | 16 | Віталій Миколенко      |       |     |
| ПЗ              | 29 | Віталій Буяльський     |       |     |
| ЗХ              | 25 | Ілля Забарний          | 90+1' |     |
| ЗХ              | 34 | Олександр Сирота       | 71'   |     |
| НП              | 89 | Владислав Супряга      |       | 67' |
| ЗХ              | 94 | Томаш Кендзьора        |       | 67' |
| Заміни          |    |                        |       |     |
| ВР              | 1  | Георгій Бущан          |       |     |
| ПЗ              | 7  | Беньямін Вербич        |       |     |
| ПЗ              | 8  | Володимир Шепелєв      |       |     |
| ЗХ              | 13 | Артем Шабанов          |       |     |
| ПЗ              | 18 | Олександр Андрієвський |       | 67' |
| ПЗ              | 19 | Денис Гармаш           |       | 67' |
| ПЗ              | 20 | Олександр Караваєв     |       | 67' |
| НП              | 22 | Вітіньйо               |       | 70' |
| ЗХ              | 24 | Олександр Тимчик       |       |     |
| Головний тренер |    |                        |       |     |
| Мірча Луческу   |    |                        |       |     |

| Помічники арбітра: Андрій Скрипка (Кропивницький) Семен Шлончак (Черкаси) Четвертий арбітр: Ігор Пасхал (Херсон) Резервний асистент арбітра: Олександр Жуков (Харків) Відеоасистент арбітра: Віктор Матяш (Донецьк) Асистент арбітра ВАР: Леонід Ярмолинський (Київська область) | Регламент матчу - 90 хвилин основного часу. - Пенальті, якщо після основного часу рахунок рівний. - Дев'ять гравців на заміні. - Максимум 5 замін у матчі, для проведення яких кожна команда має максимум три можливості, окрім замін у перерві. - Одночасно на полі не більше 7 легіонерів у кожній команді. |

| Переможець Суперкубка України 2021 |
| ---------------------------------- |
|                                    |
| «Шахтар» (Донецьк) 9-й титул       |